# Alfredo Irusta Sampedro
Alfredo Irusta Sampedro (Valle de Trápaga, Vizcaya, 8 de enero de 1968) fue un ciclista profesional español, hijo del que también fuera ciclista profesional Alfredo Irusta Irusta. Es el tercero de cinco hermanos. 
Tras ganar como amateur la Vuelta a Navarra en 1991, paso a profesionales al año siguiente donde permaneció hasta 1996, pasando por los equipos Seur (1992), Deporpublic (1993), Castellblanch (1994-1995) y Mx Onda (1996). Su mejor campaña fue la del año 1995, en la que destaca su 9º puesto y ganador de la Montaña en la Vuelta al País Vasco.
Participó en la Vuelta a España en los años 1993, 1994 y 1995, quedando en los puestos 69.º, 47.º y 80.º respectivamente. También participó en el Giro de Italia en los años 1995 y 1996, no logrando finalizar en ninguna de las ocasiones por sendas caídas.
En las categorías inferiores destacar que fue Campeón de España Juvenil tres años consecutivos en la modalidad de ciclocrós, teniendo como mejor resultado en un mundial de esta modalidad un 13.º puesto. En la actualidad vive en Musques (Vizcaya).

## Palmarés
No consiguió victorias como profesional.

## Resultados en Grandes Vueltas y Campeonatos del Mundo
Durante su carrera deportiva ha conseguido los siguientes puestos en las Grandes Vueltas y en los Campeonatos del Mundo en carretera:
| Carrera         | 1992 | 1993 | 1994 | 1995 | 1996 |
| --------------- | ---- | ---- | ---- | ---- | ---- |
| Giro de Italia  | -    | -    | -    | Ab.  | Ab.  |
| Tour de Francia | -    | -    | -    | -    | -    |
| Vuelta a España | -    | 69.º | 47.º | 80.º | -    |
| Mundial en Ruta | 78°  | -    | -    | -    | -    |

-: No participa

Ab.: Abandono

## Equipos
- Seur (1992)
- Deportpublic (1993-1994)
- Caltellblanch-MX Onda (1995)
- MX Onda (1996)